# Barney & Friends
Barney & Friends (Brasil: Barney e Seus Amigos / Portugal: Barney e os Seus Amigos) é uma série de televisão independente direcionada ao público infantil, produzida nos Estados Unidos e criada em 1992. Novos episódios não foram produzidos desde 2009, mas reprises continuam indo ao ar em diversas estações da PBS Kids Sprout. 
No Brasil, a série estreou no final dos anos 90 pelo SBT tendo ido ao ar pelo programa Eliana & Cia até 1998, um ano antes de ocorrer uma tentativa de uma versão local da série produzida no Brasil pela Rede Bandeirantes. Posteriormente a série foi ao ar anos 2000 pelo canal a cabo Discovery Kids, só retornando a TV aberta muitos anos depois pela TV Brasil entre 2011 e 2013 indo ao ar apenas pelas terças-feiras e passando pela última vez pela TV Cultura em 2015. Hoje está disponível no catálogo do serviço Max.
Várias estrelas como Selena Gomez, Demi Lovato e Debby Ryan já passaram pelo programa quando pequenas. 
Especialistas em desenvolvimento infantil supervisionaram cada episódio - desde a criação do conceito até sua produção -, garantindo que o conteúdo transmitido estivesse de acordo com o nível de aprendizado das crianças.

## Personagens
- Barney: é um dinossauro magenta e verde. Voltou de cerca de 200 milhões de anos à vida graças à imaginação das crianças. Adorado por todos, ele é positivo e otimista, porém não gosta que confundam sua cor que é magenta por rosa ou roxo.
- Benjanin Joe (BJ): tem 7 anos e é o irmão mais velho da Baby Bop. Com o corpo meio amarelo, meio verde, além de algumas pintinhas roxas, BJ está sempre brincando e se divertindo com os seus amigos. Compõem o seu figurino um boné de lado e um par de tênis, ambos vermelhos.
- Baby Bop: é uma dinossauro verde e magenta, com 3 anos de idade. Irmã mais nova de BJ, ela adora o seu cobertor amarelo. No seu figurino, vão sapatos de bailarina cor de rosa e um laço da mesma cor.
- Riff: é um parassaurolofo, primo de BJ e Baby Bop. Ele é laranja, amarelo e tem pequenos losangos verdes espalhados pelo corpo. Fã de música, ama tocar instrumentos musicais e cantar com seus amigos. Quando sacode a cabeça, acendem-se luzes coloridas que se apagam posteriormente.

## Dublagem / Dobragem
Brasil
- Barney - Flavio Dias (1ª voz), Leonardo Camilo (2ª voz)
- Baby Bop - Fátima Noya
- BJ - Marcelo Campos
- Riff - Raphael Ferreira
- Versão brasileira - Centauro

Portugal
- Barney- Rui Oliveira
- Baby Bop- Sissa Afonso/Isabel Queirós
- BJ- Zélia Santos

Versão portuguesa- Somnorte